# Cochlefelis insidiator
Cochlefelis insidiator es una especie de pez de la familia Ariidae en el orden de los Siluriformes.

## Morfología
- Los machos pueden llegar alcanzar los 35 cm de longitud total.[1]

## Distribución geográfica
Se encuentra en Papúa Nueva Guinea y al norte de Australia.